# Diplocephalus protuberans
Diplocephalus protuberans är en spindelart som först beskrevs av O. Pickard-Cambridge 1875.  Diplocephalus protuberans ingår i släktet Diplocephalus och familjen täckvävarspindlar. Inga underarter finns listade i Catalogue of Life.